# Roland Schmidt
Roland Schmidt (* 6. August 1966) ist ein ehemaliger deutscher Nordischer Kombinierer.
Schmidt, der für den TS Marktredwitz startete, begann seine internationale Karriere mit dem Start bei der Junioren-Weltmeisterschaft 1986 in Lake Placid. Dort gewann er mit der Mannschaft im Teamwettbewerb die Bronzemedaille. Am 16. Januar 1988 gab er in Le Brassus sein Debüt im Weltcup der Nordischen Kombination. Mit dem erreichten 13. Platz erreichte er auf Anhieb Weltcup-Punkte. Auch in Falun gewann er kurz darauf Punkte und beendete die Saison auf dem 29. Platz der Gesamtwertung. In der Saison 1988/89 startete er erneut bei zwei Weltcup-Rennen, wobei er in Lake Placid mit dem 7. Platz sein bestes Einzelresultat im Weltcup erzielte. Die Saison beendete er kurz darauf auf dem 26. Platz der Weltcup-Gesamtwertung. Nach der Saison wechselte er in den B-Weltcup, wo er noch bis 1993 aktiv war, bevor er mit einem 9. Platz in der B-Weltcup-Gesamtwertung seine aktive Karriere beendete.
Nach dem Ende seiner Karriere arbeitete Schmidt als Nachwuchstrainer der Nordischen Kombinierer beim Bayerischen Skiverband.